# سن-داماز (موترژی)
سن-داماز، موترژی (به فرانسوی: Saint-Damase) شهری در منطقه شهری له ماسکوتن ناحیه مونترژی در استان کبک کانادا است. در سرشماری سال ۲۰۱۱ این شهر ۲٬۴۹۸ نفر جمعیت داشته‌است و مساحت آن ۷۹٫۰۶ کیلومتر مربع است.